# Friedrich Dolezalek

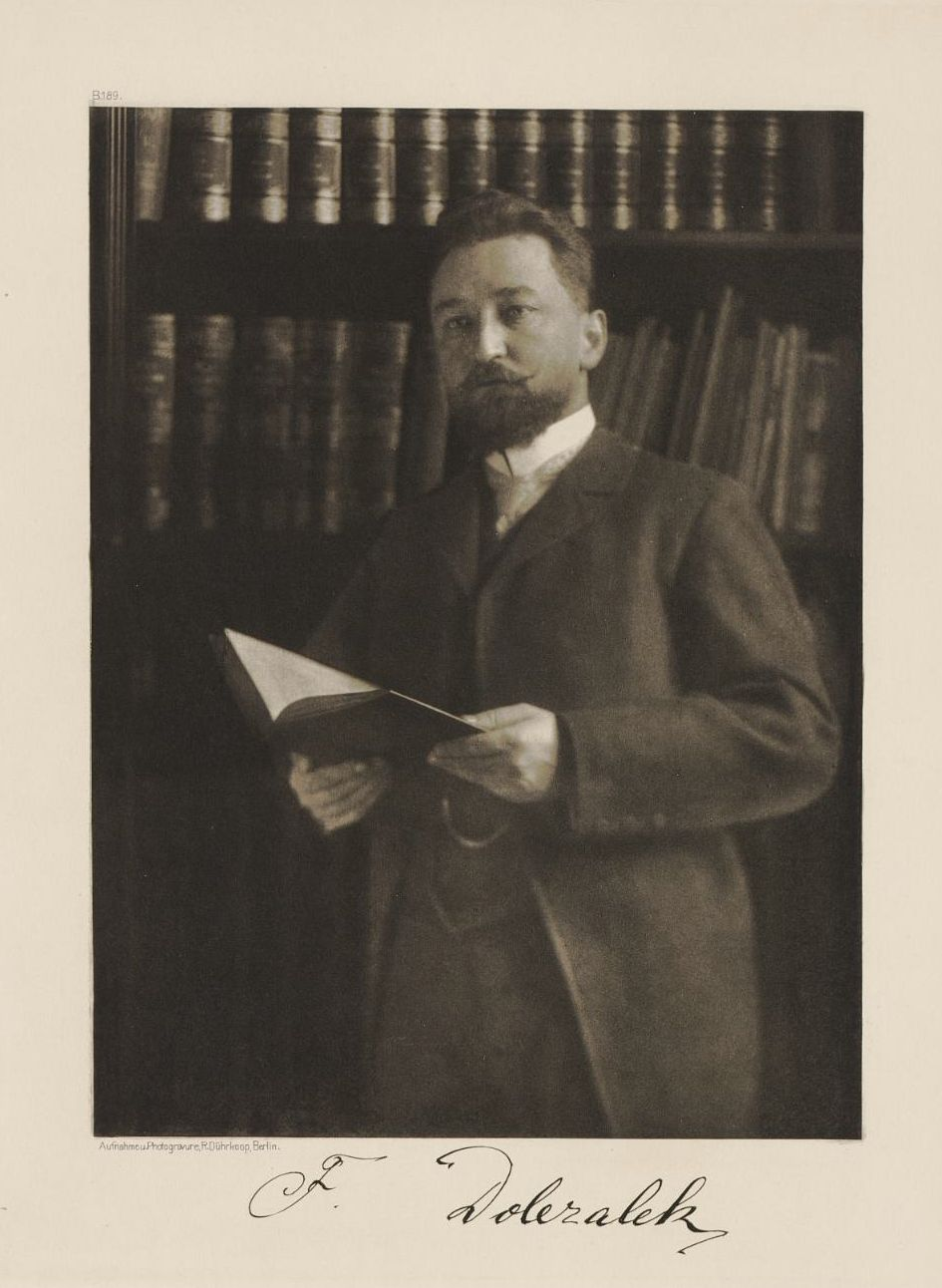
Friedrich Dolezalek

Friedrich Dolezalek (Sighetu Marmaţiei, 5 februari 1873 – Berlin-Charlottenburg, 10 december 1920) was een Duits scheikundige, elektrotechnicus en professor aan de Technische Universiteit Berlijn.

## Biografie
Dolezalek werd geboren in de stad Máramarossziget (destijds gelegen in Oostenrijk-Hongarije, nu Roemenië). Hij studeerde scheikunde en elektrotechniek aan de Technische Hogeschool Hannover (1893-1895) en was vervolgens student en assistent van Walther Nernst in Göttingen (1895-1900). In 1896 ontwikkelde hij een zeer gevoelige (5 μV) kwadranten-elektrometer. Zijn Ph.D. dissertatie ging over de thermodynamica van homogene mengsels. Aansluitend werkte hij aan de theorie van loodaccu's.
Vanaf 1 november begon Dolezalek samen te werken met Friedrich Kohlraush aan het Physikalisch-Technische Reichsanstal. Op 5 juni 1901 werkte hij bij Siemens & Halske aan lange afstandstelefonie en aan andere elektrotechnische zaken die betrekking hadden met wisselstroom. Na zijn habilitatie aan de Technische Hogeschool Charlottenburg werd hij begin 1904 professor aan de Technische Hogeschool Danzig. Een paar maanden (oktober 1904) vertrok hij naar Göttingen waar hij buitengewoon professor en directeur kon worden van het natuurscheikundige instituut als opvolger van Walther Nernst.
In april 1907 werd Dolezalek benoemd tot professor natuurkunde aan de Technische Hogeschool Charlottenburg als opvolger van Heinrich Rubens. Daar werkte hij aan de theorie van binaire mengsels en geconcentreerde oplossingen. In 1912 ging hij naar de scheikundige faculteit en werd hij tevens directeur van het elektrochemische instituut, waar hij Franz Fischer opvolgde die naar Mülheim was gegaan.
Dolezalek initieerde een nieuw instituut voor de natuurscheikunde en elektrochemie. Ondanks de Eerste Wereldoorlog (1914-1918) maar met grote steun van de Duitse industrie kon zijn instituut voor het wintersemester 1919 in werking treden. Desondanks kon Dolezalek maar één jaar genieten van het instituut – hij overleed in 1920 op 47-jarige leeftijd te Charlottenburg.

## Werken
- Über ein hochempfindliches Quadrantenelektrometer (rond 1897)
- Die Dampfspannung homogener Gemische (Promotie, rond 1899)
- Theorie des Bleiakkumulators (Habilitatie, 1901)
- Binäre Gemische und konzentrierte Lösungen (1908)